# Harvey Chandler
Harvey Chandler (ur. 19 kwietnia 1995 w Northamptonshire) – angielski snookerzysta.

## Kariera
W sierpniu 2017 roku przeszedł przez trzy rundy kwalifikacji i zakwalifikował się do głównej rundy turnieju Paul Hunter Classic 2017, w którym pokonał Li Yuana i dotarł do 1/64 finału.
W lutym 2018 roku Chandler wygrał Mistrzostwa Europy w Bułgarii, pokonując Jordana Browna 7–2. Dzięki temu zwycięstwu otrzymał on kwalifikację do zawodowego World Snooker Tour na sezon 2018/19 i 2019/20.

## Występy w turniejach w karierze
| Ranking                    |                   | [ i ]             |                   | 87                | [ i ]         | [ i ]         |               |               |               |               |               |               |               |               |
| Turnieje rankingowe        |                   |                   |                   |                   |               |               |               |               |               |               |               |               |               |               |
| Championship League        | Non-Ranking Event | Non-Ranking Event | Non-Ranking Event | Non-Ranking Event | RR            | RR            |               |               |               |               |               |               |               |               |
| English Open               | NH                | A                 | 1R                | 1R                | A             | A             |               |               |               |               |               |               |               |               |
| Northern Ireland Open      | NH                | A                 | 1R                | 3R                | A             | A             |               |               |               |               |               |               |               |               |
| International Championship | A                 | A                 | LQ                | LQ                | NH            | A             |               |               |               |               |               |               |               |               |
| UK Championship            | A                 | A                 | 1R                | 1R                | A             | LQ            |               |               |               |               |               |               |               |               |
| Shoot Out                  | NR                | A                 | 1R                | 1R                | A             | A             |               |               |               |               |               |               |               |               |
| Scottish Open              | MR                | A                 | 1R                | 1R                | A             | A             |               |               |               |               |               |               |               |               |
| German Masters             | A                 | A                 | LQ                | LQ                | A             | A             |               |               |               |               |               |               |               |               |
| Welsh Open                 | A                 | A                 | 1R                | 1R                | A             | A             |               |               |               |               |               |               |               |               |
| World Open                 | A                 | A                 | 2R                | 1R                | NH            | A             |               |               |               |               |               |               |               |               |
| World Grand Prix           | NH                | DNQ               | DNQ               | DNQ               | DNQ           | DNQ           |               |               |               |               |               |               |               |               |
| Players Championship       | DNQ               | DNQ               | DNQ               | DNQ               | DNQ           | DNQ           |               |               |               |               |               |               |               |               |
| Tour Championship          | nie rozegrano     | nie rozegrano     | DNQ               | DNQ               | DNQ           | DNQ           |               |               |               |               |               |               |               |               |
| World Championship         | A                 | LQ                | LQ                | LQ                | A             |               |               |               |               |               |               |               |               |               |
| Turnieje nierankingowe     |                   |                   |                   |                   |               |               |               |               |               |               |               |               |               |               |
| Championship League        | A                 | A                 | A                 | 2R                | A             | A             |               |               |               |               |               |               |               |               |
| Dawne turnieje rankingowe  |                   |                   |                   |                   |               |               |               |               |               |               |               |               |               |               |
| Paul Hunter Classic        | MR                | 2R                | 4R                | NR                | nie rozegrano | nie rozegrano | nie rozegrano | nie rozegrano | nie rozegrano | nie rozegrano | nie rozegrano | nie rozegrano | nie rozegrano | nie rozegrano |
| Indian Open                | NH                | A                 | LQ                | nie rozegrano     | nie rozegrano | nie rozegrano | nie rozegrano | nie rozegrano | nie rozegrano | nie rozegrano | nie rozegrano | nie rozegrano | nie rozegrano |               |
| China Open                 | A                 | A                 | LQ                | nie rozegrano     | nie rozegrano | nie rozegrano | nie rozegrano | nie rozegrano | nie rozegrano | nie rozegrano | nie rozegrano | nie rozegrano | nie rozegrano |               |
| Riga Masters               | NH                | A                 | LQ                | WD                | nie rozegrano | nie rozegrano |               |               |               |               |               |               |               |               |
| China Championship         | NH                | A                 | LQ                | 1R                | nie rozegrano | nie rozegrano |               |               |               |               |               |               |               |               |
| Gibraltar Open             | NH                | LQ                | 1R                | 3R                | nie rozegrano | nie rozegrano |               |               |               |               |               |               |               |               |
| European Masters           | NH                | A                 | LQ                | LQ                | A             | NH            |               |               |               |               |               |               |               |               |

1. 1 2 3  Był amatorem.

| Legenda tabeli wyników              | Legenda tabeli wyników       | Legenda tabeli wyników                     | Legenda tabeli wyników                                                              | Legenda tabeli wyników                     | Legenda tabeli wyników                     |
| ----------------------------------- | ---------------------------- | ------------------------------------------ | ----------------------------------------------------------------------------------- | ------------------------------------------ | ------------------------------------------ |
| LQ                                  | odpadnięcie w kwalifikacjach | #R                                         | odpadnięcie we wczesnej fazie turnieju (WR = runda dzikich kart, RR = faza grupowa) | QF                                         | przegrana w ćwierćfinale                   |
| SF                                  | przegrana w półfinale        | F                                          | przegrana w finale                                                                  | W                                          | zwycięstwo                                 |
| DNQ                                 | nie zakwalifikował/a się     | A                                          | nie brał/a udziału                                                                  | WD                                         | zrezygnował/a w trakcie turnieju           |
| Legenda oznaczeń w tabelach wyników |                              |                                            |                                                                                     |                                            |                                            |
| NH / Nie roz.                       | NH / Nie roz.                | Turniej nie odbył się.                     | Turniej nie odbył się.                                                              | Turniej nie odbył się.                     | Turniej nie odbył się.                     |
| NR / Nie-rank.                      | NR / Nie-rank.               | Turniej nie był zaliczany jako rankingowy. | Turniej nie był zaliczany jako rankingowy.                                          | Turniej nie był zaliczany jako rankingowy. | Turniej nie był zaliczany jako rankingowy. |
| R / Rank.                           | R / Rank.                    | Turniej był zaliczany jako rankingowy.     | Turniej był zaliczany jako rankingowy.                                              | Turniej był zaliczany jako rankingowy.     | Turniej był zaliczany jako rankingowy.     |
| MR / Minor-Rank.                    | MR / Minor-Rank.             | Turniej był zaliczany jako minor ranking.  | Turniej był zaliczany jako minor ranking.                                           | Turniej był zaliczany jako minor ranking.  | Turniej był zaliczany jako minor ranking.  |

## Finały w karierze

### Finały Pro-am: 1 (0-1)
| Rezultat  |    | Rok  | Turniej     | Przeciwnik    | Wynik |
| --------- | -- | ---- | ----------- | ------------- | ----- |
| Finalista | 1. | 2018 | Pink Ribbon | Andrew Norman | 2–4   |

### Finały amatorskie: 3 (1-2)
| Rezultat  |    | Rok  | Turniej                        | Przeciwnik   | Wynik |
| --------- | -- | ---- | ------------------------------ | ------------ | ----- |
| Zwycięzca | 1. | 2018 | Mistrzostwa Europy w snookerze | Jordan Brown | 7–2   |
| Finalista | 1. | 2022 | Q Tour 2022/2023               | Farakh Ajaib | 3–5   |
| Finalista | 1. | 2024 | Q Tour – Wydarzenie 2          | Dylan Emery  | 3–4   |